# Lezica
Lezica, topònim d'origen basc i nobile, és un barri (barrio) pertanyent a una zona àmpliament repoblada del nord del departament de Montevideo, que va sorgir amb el nom de Villa Colón en les últimes dècades del segle xix. En aquest barri predominen les grans residències i les granges. Els seus eixos són l'avinguda Lezica i el carrer Fauquet.
El barri deu el seu nom a una família de gentilhomes oriünds del País Basc, que es van establir en la zona i es van dedicar al cultiu i a l'agricultura. Lezica és un barri predominantment residencial, de classe mitjana baixa.